# Hebat
Hebat o Hepat (en hurrita 𒀭𒄭𒁁) era la deessa mare de la religió hurrita, la consort del déu Tessub. Se la coneixia amb l'epítet de «Mare de tots els vivents». Va tenir un fill amb Tessub, Sarruma, déu de les muntanyes.
Se la va assimilar amb la deessa hitita Arinnitti, que representava el sol, una divinitat d'Arinna, i també formava part del panteó dels luvites. És possible que més tard fos confosa amb Cíbele, que apareix a la mitologia de Frígia.
Tessub i Hebat tenien temples a Kummani (després Commagena), a Alep (Khalab) i a altres ciutat de les muntanyes del Taure. Hebat apareix en textos trobats a la ciutat d'Ebla, on es diu que era la deïtat tutelar de Khalab i de diverses ciutats de Kizzuwatna.